# 克拉尼
克拉尼（克雷恩堡），是斯洛維尼亞克拉尼城市市鎮的城市及行政中心。克拉尼為斯洛維尼亞人口第四多城市。位於首都盧布爾雅那西北20公里。克拉尼是一個重要的工業城市。市中心有保存完好的中世紀建筑。

## 友好城市
- 法國 拉西奥塔